# Klabböle kraftverk
Klabböle kraftverk was een waterkrachtcentrale in de buurt van Umeå in de provincie Västerbottens län in het noorden van Zweden. De fabriek werd in 1899 gebouwd en leverde elektriciteit aan de stad tot 1958. Klabböle kraftverk is gevestigd aan de zuidelijke oever van de Umerivier nabij het dorp Klabböle, ongeveer 7 kilometer stroomopwaarts gelegen van Umeå. De voormalige waterkrachtcentrale is nu een museum.

## Geschiedenis
In de jaren 1500 was er een watermolen in Klabböleforsen die werd gebruikt voor het malen van meel en voor het aandrijven van een houtzagerij. In het centrum van Umeå was een stoomkrachtcentrale gevestigd, maar deze moest in 1892 vervangen worden en er werd met de gemeente overeengekomen in 1897 om de stroomversnellingen te gebruiken om een waterkrachtcentrale te bouwen. De werken werden uitbesteed aan het ingenieursbedrijf "Qvist & Gjers" in Arboga. Qvist & Gjers ontwierpen en bouwden de centrale met twee aggregaten met een totaal vermogen van 400 kW en er werd extra ruimte voorzien voor nog twee aggregaten.
Vanwege financiële redenen en omwille van de zogenaamde kungsådra (een oude wet die verhindert dat een deel van de waterwegen wordt geblokkeerd) kon de hele waterloop niet worden afgedamd. In plaats daarvan werd een soort omleiding gebouwd, die een waterloop creëerde voor het gebruik van de elektriciteitscentrale.
De fabriek leverde voor het eerst stroom aan Umeå op 6 december 1899. Na een paar weken ontstonden er problemen door smeltende sneeuw, iets dat in de toekomst een terugkerend probleem zou worden. De reden was dat de fabriek in het onderste deel van de rivier werd gebouwd, tussen Norrfors en Klabböle, waar het water afkoelde tot een punt dat het te koud werd.
De elektriciteitscentrale benutte maar 10 kubieke meter per seconde van de gemiddelde afvoer de rivier van 430 kubieke meter per seconde. Dus om een grotere capaciteit te behalen werd de centrale uitgebreid in 1904 met een derde aggregaat van 200 kW. Axel Rudolf Bergman bouwde vervolgens een nieuwe fabriek van baksteen en beton naast de oude elektriciteitscentrale. Deze nieuwe installatie werd voltooid op 28 mei 1910 en in 1914 verder uitgebreid. Ondertussen wilde de gemeente Umeå dat het staatsbedrijf Vattenfall begon met de bouw van een nieuwe elektriciteitscentrale in Norrforsen maar tijdens en na de Eerste Wereldoorlog waren er geen financiële middelen beschikbaar voor dit project en dus werd de centrale in Klabböle in 1931 verder uitgebreid tot in 1958 de nieuwe waterkrachtcentrale Stornorrfors kraftverk werd ingehuldigd in Norrforsen. De nieuwere uitbreidingen van de fabriek in Klabböle werden gesloopt terwijl de oudere machines werden behouden en het gebouw wordt nu gebruikt als energiecentralemuseum, als onderdeel van het Umeå Energicentrum.